# Twitter魚拓
Twitter魚拓（ツイッターぎょたく）とは、X（旧・Twitter）の投稿を保存するサービス。
匿名掲示板「おーぷん2ちゃんねる」や犯行予告情報をまとめたサイト「予告.in」を製作した矢野さとるによって開発された。
Twitter上で誹謗中傷にまつわる事案が発生する最中、弁護士らが著名人向けの誹謗・中傷対策としてログ保存サービスを開設したことがきっかけとなり、矢野は同種のサービスを一般人にも開放する目的でTwitter魚拓を作った。開発には約1日を要したという。
ツイートは画像もしくはPDF形式で保存可能となっている。画像には魚拓を取った時の日時とURLが自動的に挿入される。証拠を保存する目的や記録用途での使用が想定されているが、画像は改変が容易なため、証拠としての利用価値について疑問視する声もあった。ただし、後から改竄チェック機能も実装されている。